# Gymnochanda limi
Gymnochanda limi és una espècie de peix pertanyent a la família dels ambàssids.

## Descripció
- Fa 2,2 cm de llargària màxima.
- 8 espines i 13 radis tous a l'aleta dorsal.
- 3 espines i 12 radis tous a l'anal.[2]

## Hàbitat
És un peix d'aigua dolça, bentopelàgic i de clima tropical.

## Distribució geogràfica
Es troba a Sumatra (Indonèsia).

## Observacions
És inofensiu per als humans.